# Mine de Juruti
La mine de Juruti est une mine à ciel ouvert de bauxite située au Brésil dans la municipalité de Juruti au Pará. Elle a géré par Alcoa et a ouvert en 2009. La mine est contestée de par son impact sur la qualité des eaux.